# Richard E. Hoagland
Richard E. Hoagland er en amerikansk ambassadør. Fra 16. oktober 2003 til 31. august 2006 fungerede han som ambassadør til Tajikistan.
I 2006 indstillede den amerikanske administration Hoagland som efterfølger på ambassadørposten til Armenien efter at den tidligere mand på posten, den erfarne karrierediplomat John Marshall Evans, maj samme år var blevet hjemkaldt før tid da han i en tale havde beskrevet det tyrkiske mord på 1,5 millioner armenere som “folkedrab” – en hjemkaldelse der af armenere i vid udstrækning blev tolket som en straf for at have anerkendt Det armenske folkedrab , hvilke ikke er officiel amerikansk politik. Udnævnelsen af Hoagland er imidlertid blevet mødt med udbredte reservationer, ikke mindst blandt amerikanere med armensk bagrund og af amerkansk-armenske organisationer, så som Armenian National Committee of America. Hoagland anses for ikke at sympatisere med den armenske sag og for ikke at anerkende det armenske folkedrab. Amerikanske ambassadøre skal accepteres af senatet, hvilket normalt er blot en formsag, men den 12. september 2006, blokerede den amerikanske senator fra New Jersey Robert Menendez for udnævnelsen af Hoagland med reference til en manglende officiel anerkendelse af det armenske folkedrab.
Med indsættelsen af en ny kongress 31. december 2006, udløb nominering af Hoagland officiel, og den 9. januar 2007 blev Hoagland genfremsat som ambassadør til Yerevan.
En meningsmåling fra slutningen af december 2006, starten af januar 2007, foretaget af Armenian National Committee of America, viste at 97% af amerikanskere med armensk baggrund modsætter sig indsættelsen af Hoagland som ambassadør til Armenien.